# Tylosurus
Tylosurus – rodzaj ryb z rodziny belonowatych (Belonidae).

## Klasyfikacja
Gatunki zaliczane do tego rodzaju:

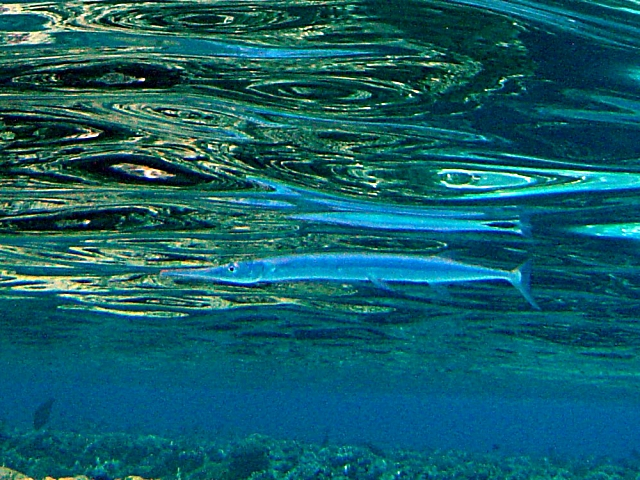
Tylosurus acus
- Tylosurus choram
- Tylosurus crocodilus
- Tylosurus fodiator
- Tylosurus gavialoides
- Tylosurus pacificus
- Tylosurus punctulatus

- Tylosurus choram